# Лексикон словенороський

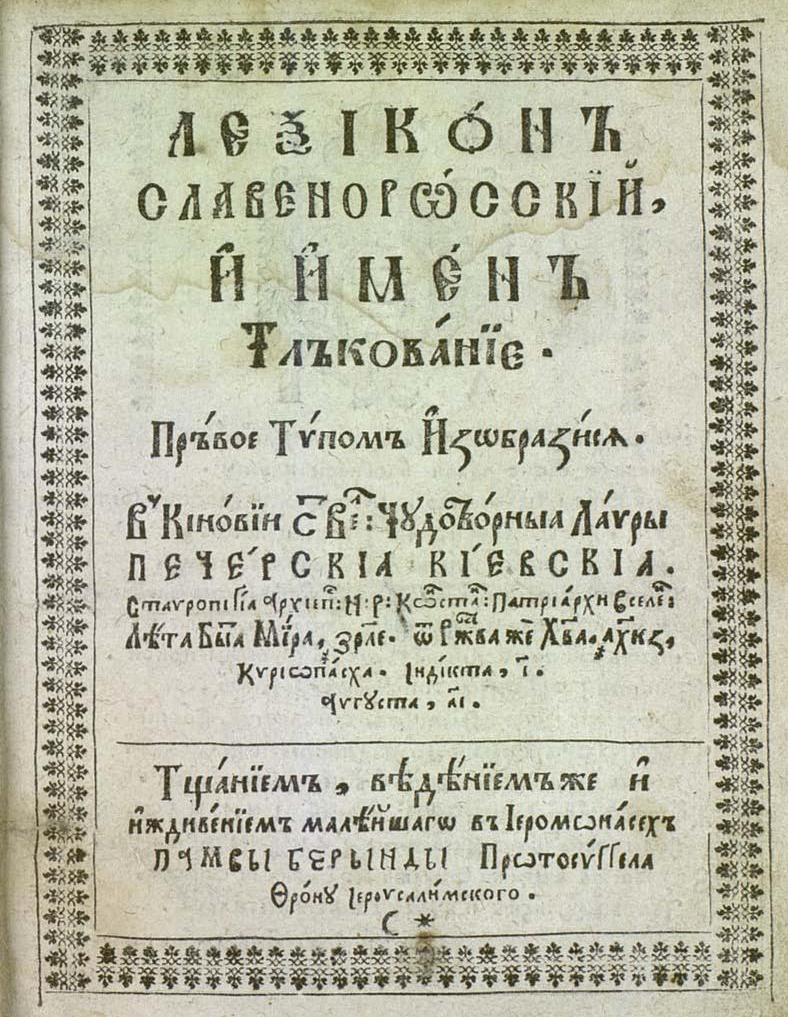
«Лексикон словенороський» Памва Беринди (видання 1627 року)

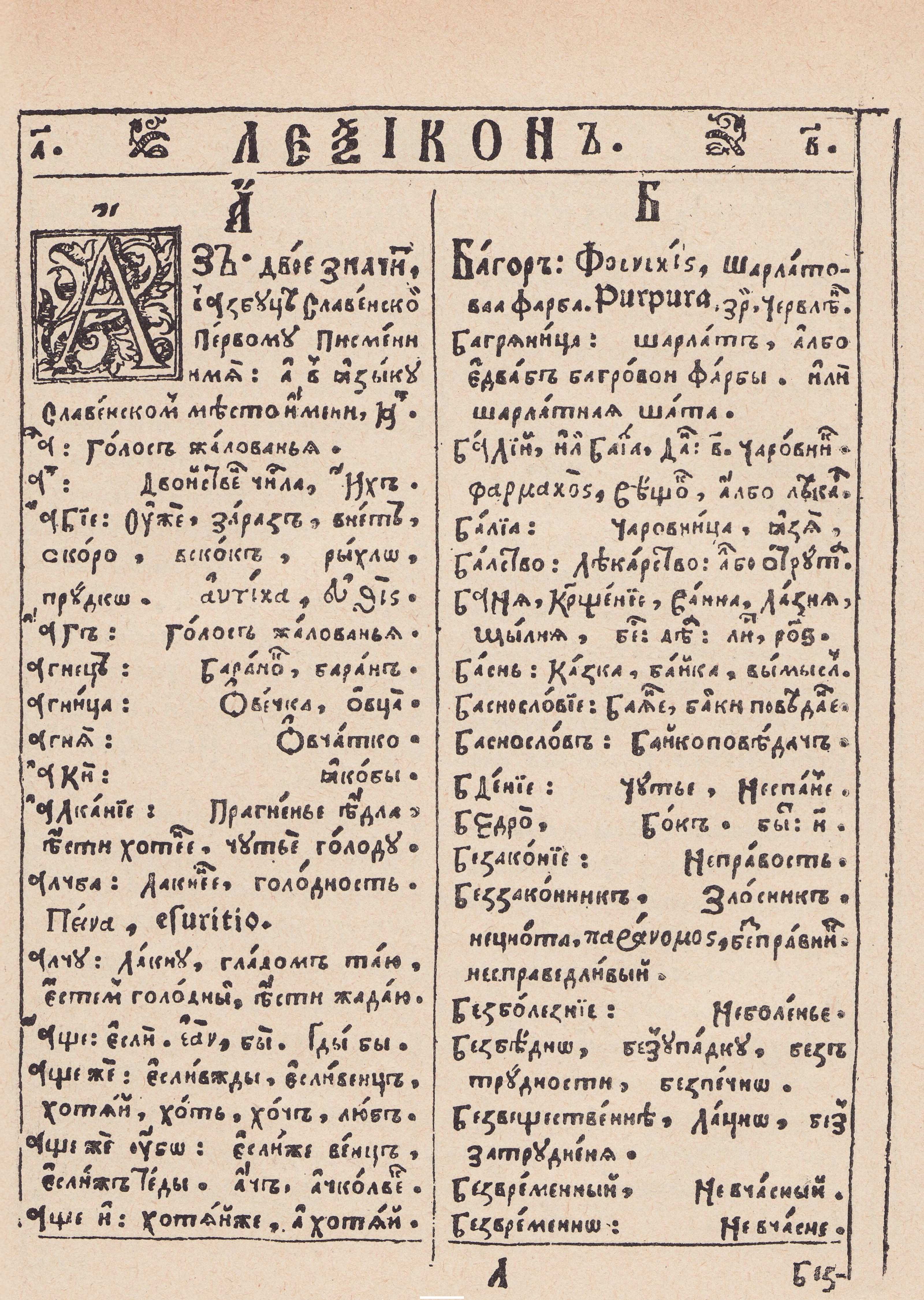
Перша сторінка

Лексико́н словеноро́ський (В оригіналі «Леѯіконъ славенорωсскїй и Именъ тлъкованїє») — праця Памва Беринди, найвидатніше досягнення староукраїнського словникарства, перший друкований довідник 1627 року енциклопедичного змісту — старослов'янсько-український словник і алфавітна збірка тлумачень єврейських, грецьких та інших власних назв з біблійної історії.

## Створення. Загальна характеристика
Роботу над ним Памво Беринда почав під час свого перебування в Стрятині на дворі у Федора Балабана між 1603—1607 роками. Перевиданий у Кутейні (біля Орші, 1653) з передмовою Іоїля Труцевича. В ньому близько 7 тис. слів — загальних та власних назв переважно тогочасної церковнослов'янської мови з перекладом та тлумаченням їх українською літературною мовою початку XVII століття (див. староукраїнська мова).
Пам'ятка української мови. Метою Беринди при складанні його словника було відновити церковнослов'янську традицію літературної мови і цим протистояти наступові польського католицтва і польської культури. Цей словник відіграв велику роль у розвитку не лише української, а й російської, білоруської, польської, румунської лексикографії.
Ця праця Памва Беринди — найвидатніше досягнення староукраїнського словникарства. Складається з двох частин: «Леѯіконъ» — церковнослов'янсько-український словник; та «…Имена свойственная» — зібрання тлумачень топонімів й антропонімів, а також загальних назв неслов'янського походження. У пам'ятці майже 7 000 статей (бл. 5 000 у 1-й частині, 2 000 — у 2-й, у тому числі бл. 1 400 онімів).
У «Лексиконі…» застосовано всі основні засоби наукового опрацювання матеріалу, зокрема паспортизацію вокабул (реєстрових слів), ремарки, екземпліфікацію (подання цитат), вказівки на фразеологізми, в які входить вокабула, зауваження про орфографію, етимологію слова, відсильні ремарки. Головні джерела праці — «Лексис…» Лаврентія Зизанія, ономастикони Максима Грека, Мануїла Ритора, тлумачення онімів в антверпенському виданні Біблії (1571). Виявлено використання Бериндою словників доби Київської Русі та зарубіжних, староукраїнської глосографії тощо. Джерелами церковнослов'янського реєстру книги були: Острозька Біблія (всі її книги Старого й Нового Завіту), церковнослов'янські рукописи й друки до поч. XVII ст.
Реєстр «Лексикона…» дібрано за диференціальним принципом: специфічні церковнослов'янські слова (питомі й запозичені), спільнослов'янські лексеми, що архаїзувалися в українській мові кінця XVI — поч. XVII ст.; є в ньому й українські слова.
Абсолютна більшість елементів неслов'янського походження, особливо грецьких і латинських, зібраних окремо у 2-й частині праці, супроводяться ремарками, які вказують на їх запозичення, й українськими відповідниками, що сприяло нормалізації лексики староукраїнської літературної мови на народній основі. Нормалізації слугувало й чітке формальне — за допомогою двокрапки — розмежування реєстру й перекладної частини. Остання зі старанно дібраними еквівалентами вокабул, з широким набором синонімів — одне з найбільших зібрань української лексики кін. XVI — поч. XVII ст.
У «Лексиконі…» вміщено низку тлумачень енциклопедичного характеру. Значення слова автор розкриває і за допомогою етимологічних відомостей. Докладно опрацьовано семантику багатозначних реєстрових слів. Беринда нерідко вказував на метафоричне й образне вживання слова, вперше в українській лексикографії застосувавши ремарки «переносні», «инорѣчнѣ», «метафор».
На основі «Лексикона словенороського» в 1722 році був виданий Супрасльський лексикон — церковнослов'янсько-польський словник на понад 4 000 слів. Церковно-слов'янський стовпець базувався майже повністю на «Лексиконі» Беринди, модернізований був лише його сербсько-болгарський правопис (наприклад, пръстъ на перстъ). Польські відповідники є майже скрізь перекладом українських тлумачень Беринди, нерідко калькового характеру.